# Ivorische Volleyballnationalmannschaft der Frauen
Die ivorische Volleyballnationalmannschaft der Frauen ist die Auswahl ivorischer Volleyballspielerinnen, welche die Fédération Ivoirienne de Volley-Ball (FIVVB) auf internationaler Ebene, beispielsweise in Freundschaftsspielen gegen die Auswahlmannschaften anderer nationaler Verbände, aber auch bei internationalen Wettbewerben repräsentiert. 1964 trat der nationale Verband dem Weltverband Fédération Internationale de Volleyball (FIVB) bei. Im August 2012 wurde die Mannschaft nicht in der Weltrangliste geführt.

## Internationale Wettbewerbe

### Die Elfenbeinküste bei Weltmeisterschaften
Die Mannschaft konnte sich bisher nicht für eine Weltmeisterschaft qualifizieren.

### Die Elfenbeinküste bei Olympischen Spielen
Bisher gelang es der Mannschaft nicht, sich für die olympischen Wettbewerbe zu qualifizieren.

### Die Elfenbeinküste bei Afrikameisterschaften
Die Mannschaft kann bisher eine Teilnahme an der Afrikameisterschaft vorweisen:
| - 1976: nicht qualifiziert - 1985: nicht qualifiziert - 1987: nicht qualifiziert - 1989: nicht qualifiziert - 1991: nicht qualifiziert - 1993: nicht qualifiziert - 1995: nicht qualifiziert - 1997: nicht qualifiziert | - 1999: nicht qualifiziert - 2001: nicht qualifiziert - 2003: nicht qualifiziert - 2005: 8. Platz - 2007: nicht qualifiziert - 2009: nicht qualifiziert - 2011: nicht qualifiziert |

### Die Elfenbeinküste bei den Afrikaspielen
Die ivorische Volleyballnationalmannschaft der Frauen nahm bisher nicht an den Wettbewerben der Afrikaspiele teil.

### Die Elfenbeinküste beim World Cup
Die Elfenbeinküste kann bisher keine Teilnahme am World Cup – dem Qualifikationsturnier für die Olympischen Spiele – vorweisen.

### Die Elfenbeinküste beim World Grand Prix
Der World Grand Prix fand bisher ohne ivorische Beteiligung statt.